# Convolvulus multifidus
Convolvulus multifidus là một loài thực vật có hoa trong họ Bìm bìm. Loài này được Thunb. mô tả khoa học đầu tiên.